# موش پنبه شکم‌برنزه
موش پنبه شکم‌برنزه (نام علمی: Sigmodon fulviventer) نام یک گونه از زیرخانواده سینی‌دندانیان است.